# Peter Müller (Boxer, um 1966)
Peter Müller (* um 1966) ist ein ehemaliger deutscher Boxer.

## Leben
Der für Steilshoop boxende Peter Müller gewann 1984 und 1985 die deutsche Juniorenmeisterschaft im Fliegengewicht. 1985 wurde der 1,70 Meter große Rechtsausleger im Erwachsenenbereich deutscher Amateur-Vizemeister im Halbfliegengewicht. Im Finale verlor er gegen den Wolfsburger Thomas Dubielzig.
1986 gewann Müller in Bochum die deutsche Boxmeisterschaft der Amateure. Im Fliegengewichtsfinale bezwang er Adrian Wanjura. Bei der Deutschen Meisterschaft 1988 erreichte der inzwischen für den Wilhelmsburger SV 93 antretende Müller wieder das Finale, dort verlor er gegen Titelverteidiger Ulrich Bresken. Ab 1989 trainierte Müller bei Bundestrainer Dieter Wemhöner in Essen. Ende Oktober 1990 wurde Müller bei den Titelkämpfen in seiner Heimatstadt Hamburg deutscher Vizemeister, das Finale im Bantamgewicht verlor er gegen den Berliner Ibrahim Vural. In der Box-Bundesliga stand Müller für Sparta Flensburg im Ring.
Beruflich wurde Müller als Segelmacher tätig und war dann Soldat auf Zeit. Sein vier Jahre jüngerer Bruder Jürgen war ebenfalls deutscher Meister der Amateure.